# Преподобна Стойна
Стойна Димитрова, известна като Преподобна Стойна или Стойна Калугерята, е българска отшелничка, смятана за ясновидка и лечителка.

## Биография
Родена е на 9 септември 1883 година в село Хазнатар, Сярско, тогава в Османската империя, днес в Гърция. На седемгодишна възраст се разболява от едра шарка, в резултат на което ослепява и се твърди, че се появяват нейни ясновидски и лечителски способности. До шестнадесетата си година тя живее в пълно уединение в отделна стая. Когато навършила тази възраст, явява ѝ се насън свети Георги, който ѝ заръчва да копае в двора, където ще намери негова икона и кандило. С помощта на съседите, тъй като семейството ѝ е бедно, построява в двора на това място малък параклис, където Стойна живее до 1913 година. Прозвището си получава от съселяните си заради аскетичния си начин на живот. Преподобна Стойна предупреждава близките си, че няколко дни ще бъде като мъртва, но да не я погребват. След една седмица видимо се съживява и хората от района започват да идват при нея за помощ и изцерение.
След Междусъюзническата война цялото ѝ семейство се преселва в България, тъй като Хазнатар остава в Гърция. На път за Петрич семейството минава през село Долна Сушица (от 1951 година Златолист) и Преподобна Стойна остава да живее в храма „Свети Георги“ в селото. Там тя прекарва остатъка от живота си в пост и молитва. До смъртта на Преподобна Стойна много хора идват при нея за помощ, съвет, утеха и изповед.
Преподобна Стойна умира от пневмония на 22 декември 1933 година, като отказва лекарства. Погребана е в двора на църквата „Свети Георги“ в село Златолист, където е оформен малък мемориал. След смъртта ѝ сестрината ѝ дъщеря и няколко жени, живели край нея, описват живота ѝ. Спомените са публикувани през 1986 година на страниците на списание „Български фолклор“.
Преподобна Стойна и легендарният серски войвода Георги Хазнатарски са първи братовчеди, и двамата са родом от Хазнатар.

## Филми
- Преподобна Стойна. Филм – импресия на РТЦ – Благоевград (1998)
- Фар за душите ни. Режисьор: Стилиян Иванов, Оператор: Мирослав Евдосиев (2007)
- Ничия Земя. Филм – Нова Телевизия, Епизод 61. Автор: Даниела Тренчева (2015)

## Книги
- Съвършената. Преподобна Стойна неканоничната светица
- Житие на преподобна Стойна от град Серес Зоя Петричка
- Преподобна Стойна Чудеса, пророчества, съвети и рецепти (Юбилейно издание)
- Чудесата на Стойна Преподобна Пламен Капитански
- Преподобна Стойна и другите велики феномени на България Светла Александрова
- Забравените феномени на България Светла Александрова
- Феномени на България Неделчо Ганев
- 100 велики феномени  Н. Н. Непомняшчи